# Castillo de la Hunaudaye
El castillo de la Hunaudaye es una fortaleza medieval construida en el siglo XIII, situado en la comuna francesa de Plédéliac, en Côtes d'Armor (Bretaña). Está clasificado como monumento histórico de Francia desde febrero de 1922.

## Características
Se trata de una fortaleza de planta irregular pentagonal con cinco torres circulares conectadas por murallas continuas, con un puente levadizo y un foso. Adosada a la muralla oeste se encuentra una vivienda con una habitación que alberga una chimenea de 18 metros de altura  y que aún conserva los restos de una escalera de caracol. 
La capilla ocupa la planta superior de la torre sureste. Los techos, destruidos durante la Revolución francesa, no fueron reconstruidos durante las sucesivas restauraciones del castillo. Hoy en día se encuentra abierto a la visita.

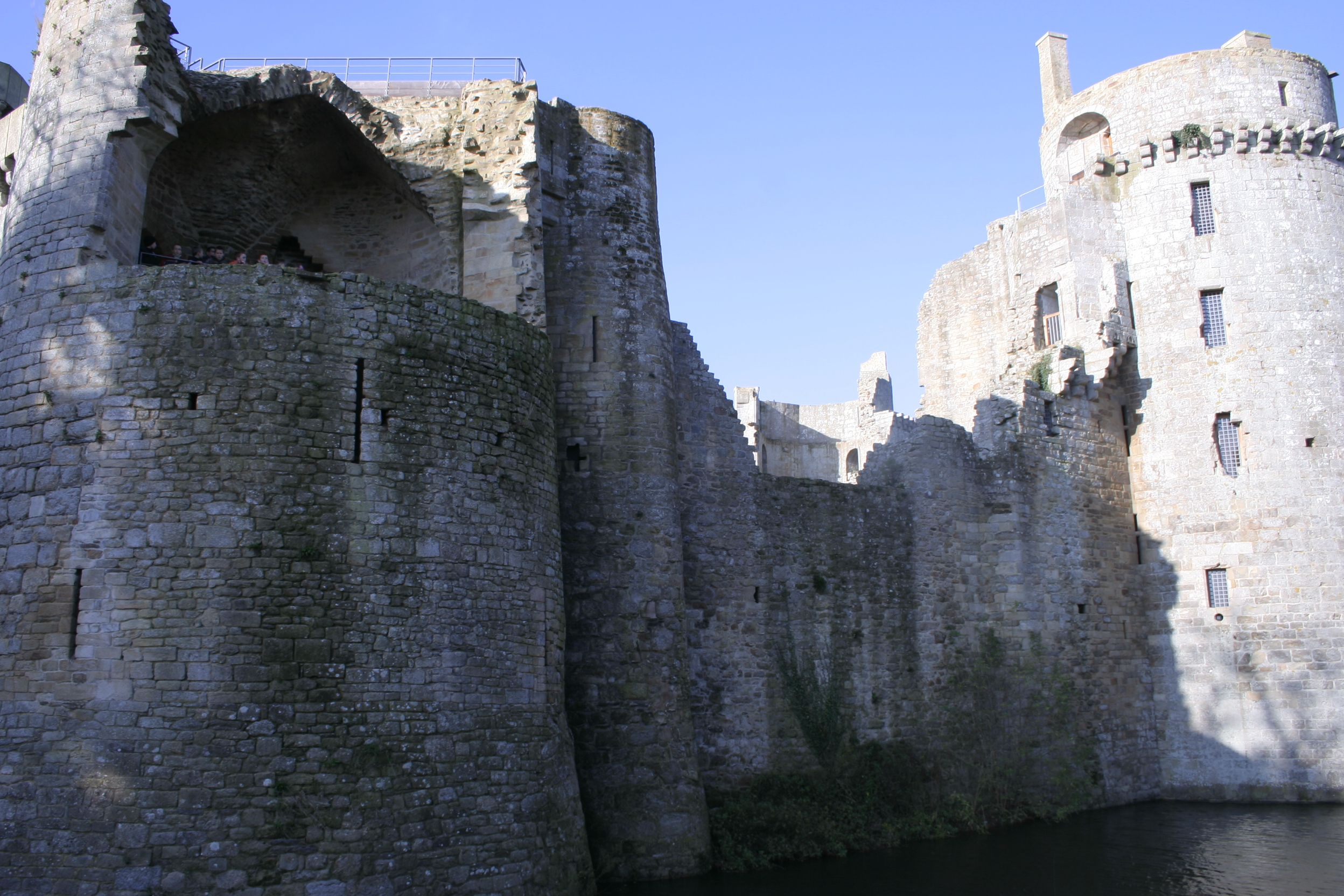
Vista desde el exterior
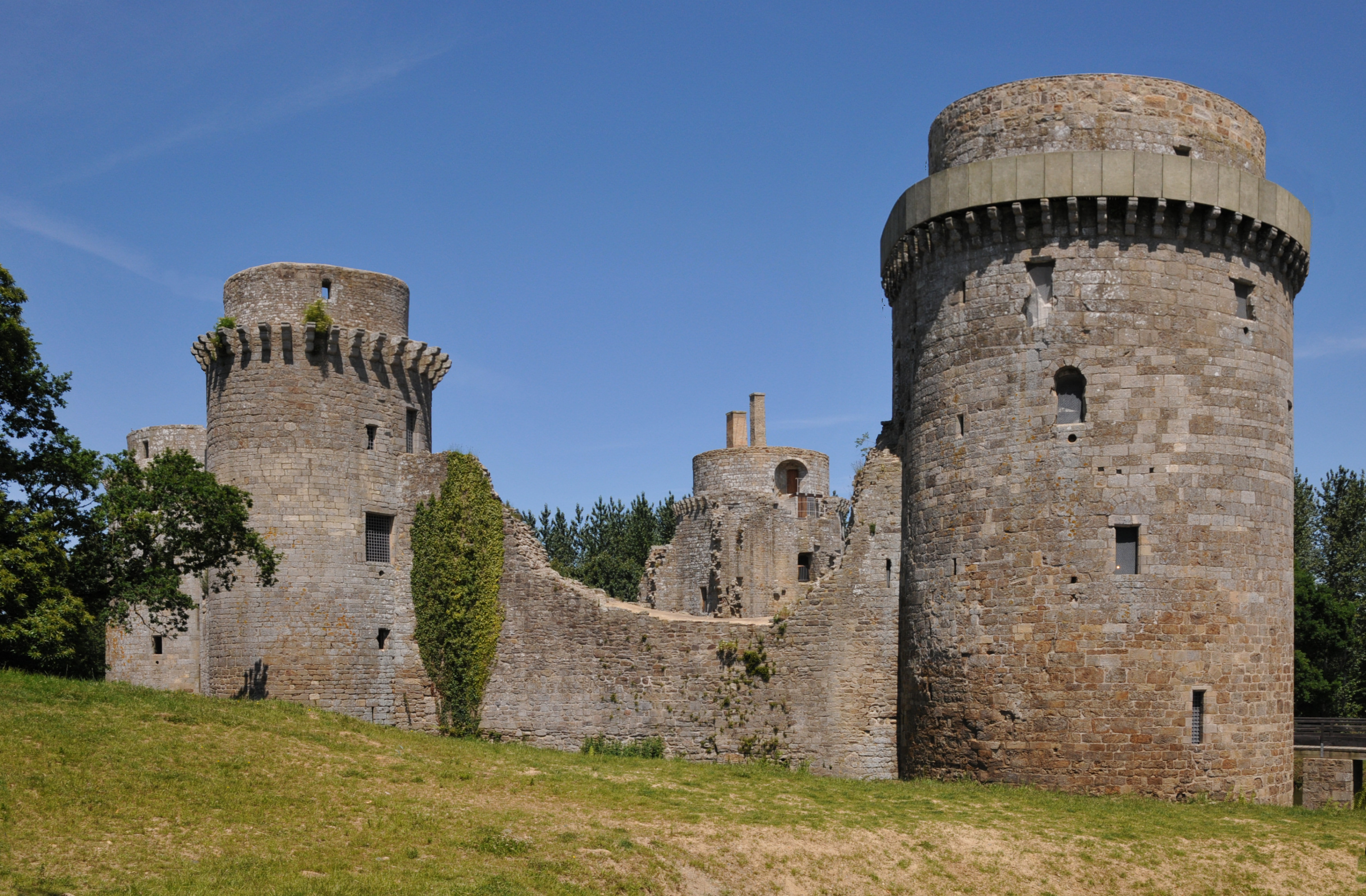
Vista desde el exterior